# Merindad de Sotoscueva
Merindad de Sotoscueva é um município da Espanha na província de Burgos, comunidade autónoma de Castela e Leão, de área 153,02 km² com população de 499 habitantes (2007) e densidade populacional de 3,37 hab/km².

## Demografia
| Variação demográfica do município entre 1991 e 2004 | Variação demográfica do município entre 1991 e 2004 | Variação demográfica do município entre 1991 e 2004 | Variação demográfica do município entre 1991 e 2004 |
| --------------------------------------------------- | --------------------------------------------------- | --------------------------------------------------- | --------------------------------------------------- |
| 1991                                                | 1996                                                | 2001                                                | 2004                                                |
| 711                                                 | 652                                                 | 534                                                 | 516                                                 |